# 霍格喬 (阿拉巴馬州)
霍格喬（英語：Hog Jaw）是一個位於美國阿拉巴馬州馬歇爾縣的非建制地區。該地的面積和人口皆未知。

## 地理
霍格喬的座標為34°19′56″N 86°33′37″W / 34.33222°N 86.56028°W，而該地的平均海拔高度為282米（即925英尺）。